# Aimé Félix Tschiffely
Aimee Felix Tschiffely (ur. 7 maja 1895, zm. 5 stycznia 1954) – szwajcarski pisarz i podróżnik. Napisał szereg książek podróżniczych, najbardziej znana Tschiffely's Ride (1933). Tschiffely opowiada w niej o swojej samotnej podróży konno z Argentyny do Nowego Jorku. Jest to jak dotąd jedyny tak rozbudowany opis konnej wyprawy na świecie. Był bardzo popularny w Stanach Zjednoczonych lat 30, pojawiał się w magazynie National Geographic oraz odbył osobistą rozmowę z prezydentem Calvinem Coolidge. 

## Życiorys
A. F. Tschiffely urodził się w starej szwajcarskiej rodzinie w Bernie w roku 1895, gdzie zdobył wykształcenie i został nauczycielem. Z natury był poszukiwaczem przygód i wyjechał ze Szwajcarii, aby zostać nauczycielem w Anglii mając niewiele ponad 20 lat. Tam odnalazł nową pasję jaką była kariera profesjonalnego piłkarza i boksera. Następnie przeniósł się do Buenos Aires, ucząc w St. George's College w Quilmes, a później jako tymczasowy dyrektor szkoły języka angielskiego w Buenos Aires, odnajdywał dodatkowy czas na dłuższy odpoczynek w siodle i eksploracje okolicznych Pampas.
Miał wielu przyjaciół wśród argentyńskich hodowców, dzięki którym dowiedział się dużo o koniach i długich konnych podróżach. W 1925 roku, w wieku trzydziestu lat, zdecydował się podjąć podróż konna z Buenos Aires do Waszyngtonu. Wtedy (a nawet po dziś dzień) raczej ciężko byłoby komukolwiek założyć się, że takie przedsięwzięcie może się w pełni okazać sukcesem. Jedna z gazet opublikowała w tym czasie nagłówek :  "Niemożliwe! Absurd! Facet musi być szalony!". Swoją wycieczkę opisał w bestsellerowej książce Od Południowego Krzyża do gwiazdy polarnej, w której opowiada o swojej trzyletniej podróży, którą odbył w latach 1925 -1928 roku na dwóch argentyńskich koniach rasy Criollo o imieniu Mancha (co oznacza plamisty) i Gato (co oznacza kot). Były to potomkowie koni, które przywieźli do Argentyny podkomendni  Pedro de Mendozy w 1535 roku. Były to pierwsze konie przywiezione do Nowego świata. W owym czasie były to najlepsze konie w Europie. Były legendarne ze względu na swoją wytrzymałość i inteligencję. Z czasem na argentyńskiej prerii pojawiły się ich zdziczałem odpowiedniki .  
Po napisaniu swojej pierwszej książki stał się sławnym pisarzem i przeniósł się z żoną Violet do Londynu, gdzie napisał większość swoich pozostałych książek,  jedną z nich była biografia jego przyjaciela Roberta Cunninghame'a Grahama, który zmarł w 1936 roku. W 1937 roku powrócił do Ameryki Południowej i wyruszył w jeszcze jedną podróż, samochodem, na południowy kraniec kontynentu. Zapisem jego doświadczeń z pobytu wśród tubylców i zmian ich zwyczajów wynikających z nowoczesności była książka This Way Southward (1940).
W 2004 roku Marianne du Toit podróżniczka z RPA  powtórzyła wyczyn Tschiffely'a i również z dwoma koniami rasy Criollos ukończyła swoją podróż w 21 miesięcy.

## Dzieła
- Tschiffely's Ride or The Ride or Southern Cross to Pole Star (1933). ISBN 978-1-59048-011-3
- The Tale of Two Horses (1934) ISBN 1-59048-012-0. The story of The Ride from the viewpoint of his two horses, Mancha and Gato.
- Bridle Paths: the story of a ride through rural England (1936). Travels through Britain on horseback, a poetic look at a now-vanished Britain, as it was before the advent of suburbia changed it forever. ISBN 1-59048-013-9
- Don Roberto: The Life of R B Cunninghame Graham (1937). London: William Heinneman Ltd.
- Coricancha (garden of gold): Discovery of Peru and conquest of the Inca empire (1943). See also Coricancha.
- This Way Southward (1945). Recounts his journey by car to Tierra del Fuego and emotional reunion with his two horses Mancha and Gato. ISBN 1-59048-014-7
- Ming and Ping (1948).
- Bohemia Junction (1951). A biography of 40 years of travel and adventure. ISBN 1-59048-015-5
- Round and about Spain (1952) ISBN 978-1-59048-268-1.
- Matt Cass - a tale of a man from the north (1953).

### Tłumaczenie dzieł na język polski
- Od Krzyża Południa do Gwiazdy Polarnej, Mieczysław Jarosławski (1935)